# Jelena Chłopcewa
Jelena Iwanowna Chłopcewa ros. Елена Ивановна Хлопцева; (ur. 21 maja 1960 w Mińsku) – białoruska wioślarka reprezentująca ZSRR i Wspólnotę Niepodległych Państw, dwukrotna medalistka olimpijska i pięciokrotna medalistka mistrzostw świata.

## Kariera
Wystąpiła na igrzyskach olimpijskich w Moskwie w 1980, gdzie razem z Łarisą Aleksandrową zdobyła złoty medal w dwójkach podwójnych. W finale wyprzedziły osadę NRD o 1,36 sekundy i osadę Rumunii o 2,64 sekundy. Brała także udział w igrzyskach olimpijskich w Barcelonie w 1992, gdzie osada WNP: Jekatierina Karsten, Antonina Zelikowicz, Tatjana Ustiużanina i Jelena Chłopcewa zdobyła brązowy medal w czwórkach podwójnych. Uplasowały się w finale o 4,89 sekundy za Niemkami i 0,73 sekundy za Rumunkami.
W czwórkach podwójnych ze sternikiem zdobywała złoto na mistrzostwach świata w Monachium (1981), mistrzostwach świata w Lucernie (1982), mistrzostwach świata w Duisburgu (1983) oraz srebro na mistrzostwach świata w Cambridge (1978). Ponadto zdobywała srebrne medale w czwórkach podwójnych na mistrzostwach świata w Hazewinkel (1985) i mistrzostwach świata w Wiedniu (1991).
Kształciła się na Białoruskim Państwowym Instytucie Kultury Fizycznej. Piętnaście razy zdobywała mistrzostwo ZSRR. Odznaczona Orderem „Znak Honoru”, Orderem Przyjaźni Narodów oraz tytułem Zasłużonego Mistrza Sportu ZSRR.